# 若不瘋魔何言愛過
《若不瘋魔何言愛過》是由Playism发行的电子游戏作品。
2023年7月18日，游戏上架Steam平台。2025年5月29日，追加剧本和结局的任天堂Switch移植版发行；同年5月30日，收录Switch版追加剧本的DLC《怦然心動愛意滿滿擴展包》上架Steam。
本作是冒险游戏，讲述与四位男性之间的恋爱故事；四人的共同点是说话前言不搭后语。

## 系统
本作是冒险游戏，玩家的选择会影响角色好感度，决定游戏走向哪个结局。游戏开始时，玩家要设定主角姓名和自称用词，并选择以「普通模式」或弱化性元素的「配信模式」游玩。
游戏故事讲述主人公为期一年的校园生活，每月上半月和下半月均设有存档点。1月时，荒川会让主人公想象自己中意之人的模样，从选项中做出选择。3月时会有主角向攻略对象表白的事件。若与告白对象共同经历多次事件，则故事会顺利推进。每位攻略对象都拥有两种结局。不过如果3月时未与所选角色建立良好关系就告白，则游戏会以主人公遭拒而收场结束。

## 故事
故事主人公是高中二年级学生，因原学校被炸而转入私立学校「古詩庵歌羅芽琉院」就读。游戏开始时，玩家要从「我」「偶」「朕」三词中选择自称，而性别由玩家自行想象。
游戏除主人公以外有四名主角，即阿奥卢塔、佐伯祐介、荒川修司、田村棉花糖：
- 阿奥卢塔是学校的学生会长。他会帮助刚转入的主角，但玩家完全听不懂的语言，只能通过语调、表情等来推测意图[1]。
- 佐伯祐介是之前主角同校的少年，转学后两人在同班。起初主角并不喜欢他的性格，但渐渐地也接受了他开朗又亲切的个性。佐伯的说话方式是将毫无关系的词连在一起，但有时也会突然说出很正常的话。他是学校游戏部的成员[1]。
- 荒川修司是学园的校医，虽表面上愿意倾听烦恼，有时却会说出莫名其妙的话。他平日温和，但偶尔会展现出腹黑的一面[1]。
- 田村棉花糖喜欢食物，常常觊觎他人的饮料。田村对人警戒心极强，喜欢口出恶言，不过相对于其他三位，田村棉花糖较为容易接上话[1]。

配角则有灵异部部长「玛星姆糯鳗」等。
任天堂Switch版追加了多个新剧情，如角色互换身份引发骚动、主人公与一位男角变成吸血鬼等。

## 开发
本作是jamspanpoid原在学生时代开始创作的游戏，后成为所在公司VampireK.K.的正式项目。公司的Katō负责游戏制作外的支持。

### 任天堂Switch移植版
此作原无任天堂Switch版发售计划，但Katō想要游戏更火热，让更多人发现jamsanpoid的才华，因此敲定了移植计划。但是原版开发工具TyranoBuilder和任天堂Switch不兼容，只能要换用游戏引擎全盘重做游戏。Odencat的Daigo和加藤相识多年，接下了任天堂Switch版游戏移植任务；这也是他初次负责游戏移植。
Daigo决定接手的原因之一，是认为Odencat自研的引擎大体能满足移植需要。为减轻工作负担，他们制作了转换器，将TyranoScript项目资源转换到Odencat引擎上。但即便如此，仍有部分内容需要手动转换；Daigo回忆称，这项工作颇为辛苦。
Switch的物理内存容量不及PC，再加上原版游戏立绘数量庞大且支持全语音，因此移植版多处出现崩溃。调查后发现，这一问题和游玩内容无关，物理内存占用量经过一定时间就会达到极限。为此，开发团队强化了对语音数据、贴图等的生命周期管理，并增加了垃圾回收的频率。

## 评价
艺人Totsuka Otoha在新闻网站「RealSound」撰文写道，推进故事时要思考角色的背景，这不仅是恋爱游戏，还有着推理游戏般的乐趣。
「Game*Spark」编辑吉田輝和评点道，序盘角色都在胡言乱语，但游玩过程中，不知不觉就理解了他们的感情。他还称，虽然系统上是普通的冒险游戏，但由于角色个性鲜明，该作可谓独一无二。

## 备注
1. ↑  日語：，羅馬化：Kyōki yori Ai o Komete
2. ↑  日文版为、